# しし座デルタ星
しし座δ星（ししざデルタせい、δ Leo / δ Leonis）は、しし座の恒星で3等星。

## 特徴
白色の準巨星で、太陽よりも若干大きくて高温である。かなり良く研究されており、年齢や大きさについては比較的正確に測定されている。太陽よりも大きな質量を持ち、寿命は短く橙色の巨星か赤色巨星になり、静かに白色矮星になると考えられている。

## 名称
固有名のゾズマ (Zosma) は、ギリシャ語で「腰布」を意味する ζωσμα に由来する。これは、ルネサンス期に中世のギリシャ語の文書でこの星を表すのに使われたと誤って伝えられたことによる。正しくは「腰」や「尻」を意味する οσφυς がトレミーによって使われていた。2016年7月20日、国際天文学連合の恒星の固有名に関するワーキンググループは、Zosma をしし座δ星の固有名として正式に承認した。
別名の Duhr は、アラビアのアステリズム al-asad（ライオン）の背中の部分、zahr al-asad（ライオンの背中）に因む。